# Newington (Australie)
Pour les articles homonymes, voir Newington.
Newington est une ville-banlieue australienne de l'agglomération de Sydney, située dans la zone d'administration locale de Parramatta en Nouvelle-Galles du Sud.

## Géographie
Newington se trouve à environ 19 km à l'ouest du centre d'affaires de Sydney, au sud et à l'est de Silverwater, au nord de Lidcombe et à l'ouest de Homebush Bay.

## Histoire

### Olympiade de 2000
La ville est créée pour accueillir le village des athlètes des Jeux olympiques d'été et des Jeux paralympiques d'été de 2000, avant d'être aménagée en banlieue résidentielle. Elle doit son nom à Newington House, résidence de l'explorateur John Blaxland.
Le village olympique est le nouveau quartier de Newington, à une vingtaine de kilomètres à l'ouest du centre-ville. Pour la première fois, en dehors du football (organisé également à Melbourne, Canberra, Brisbane et Adélaïde), le village olympique est le seul site d'hébergement aménagé pour les Jeux d'été ; il permet de se rendre à tous les principaux lieux de compétition à pied et les lieux les plus éloignés sont à quarante minutes de route. Les rues du quartier portent toutes le nom d'athlètes olympique et paralympiques, dont Nadia Comăneci, Michael Jordan et Aleksandr Popov.
D'une capacité de 15 300 personnes, il s'étend sur 84 hectares et inclut 350 appartements et 350 logements modulaires répartis dans 520 maisons. Les athlètes logent le plus souvent dans des chambres doubles. Un restaurant principal se trouve dans la zone résidentielle, ainsi que de nombreux stands de restauration rapide partout dans le village. Un cybercafé est disponible, ainsi que vingt-deux centres pour résidents pour les services quotidiens, ainsi que quatre stands d'information.
La protection de l'environnement est au cœur du projet : tri des déchets, utilisation faible d'eau, matériaux de construction durables, énergie solaire et transports à faible impact : des navettes électriques dans le village et des bus en dehors du parc olympique. Les divertissements incluent des parties de boules à la façon australienne, des tournois d'échecs et des spectacles de rue.

### Après les Jeux
Les premières équipes s'installent le 2 septembre 2000 et les dernières quittent les lieux le 4 octobre. Après les Jeux, les appartements et maisons sont loués ou vendus. Une partie des logements est transformée en offre de services publics, notamment des écoles et garderies.
Elle fait alors partie de la zone d'administration locale du conseil d'Auburn puis après la dissolution de celui-ci en 2016, elle est intégrée à la ville de Parramatta.

## Démographie
| 2001  | 2006  | 2011  | 2016  | 2021  |
| ----- | ----- | ----- | ----- | ----- |
| 2 943 | 4 942 | 5 320 | 5 802 | 5 648 |

## Galerie de photos

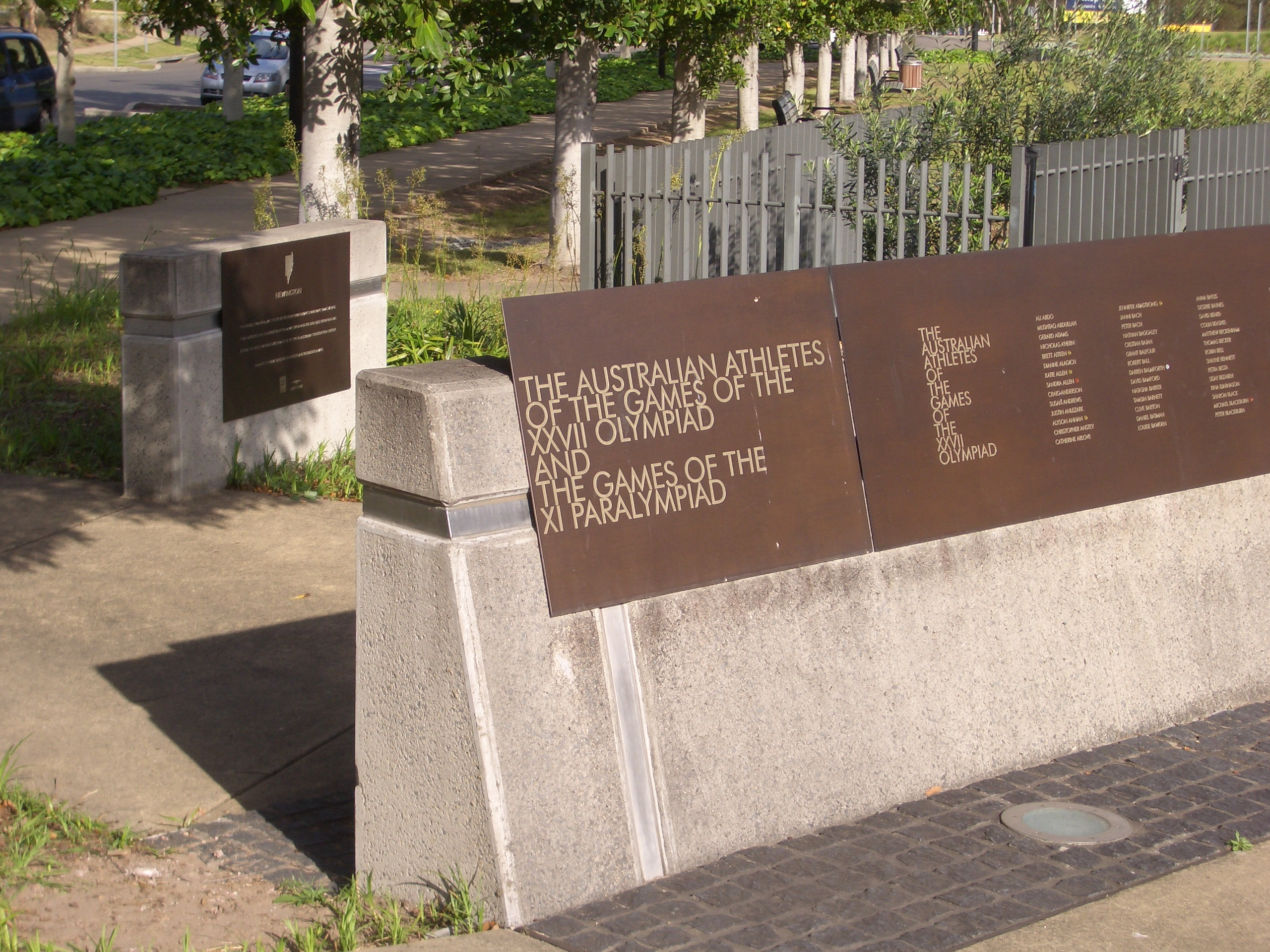
Mémorial du Village olympique
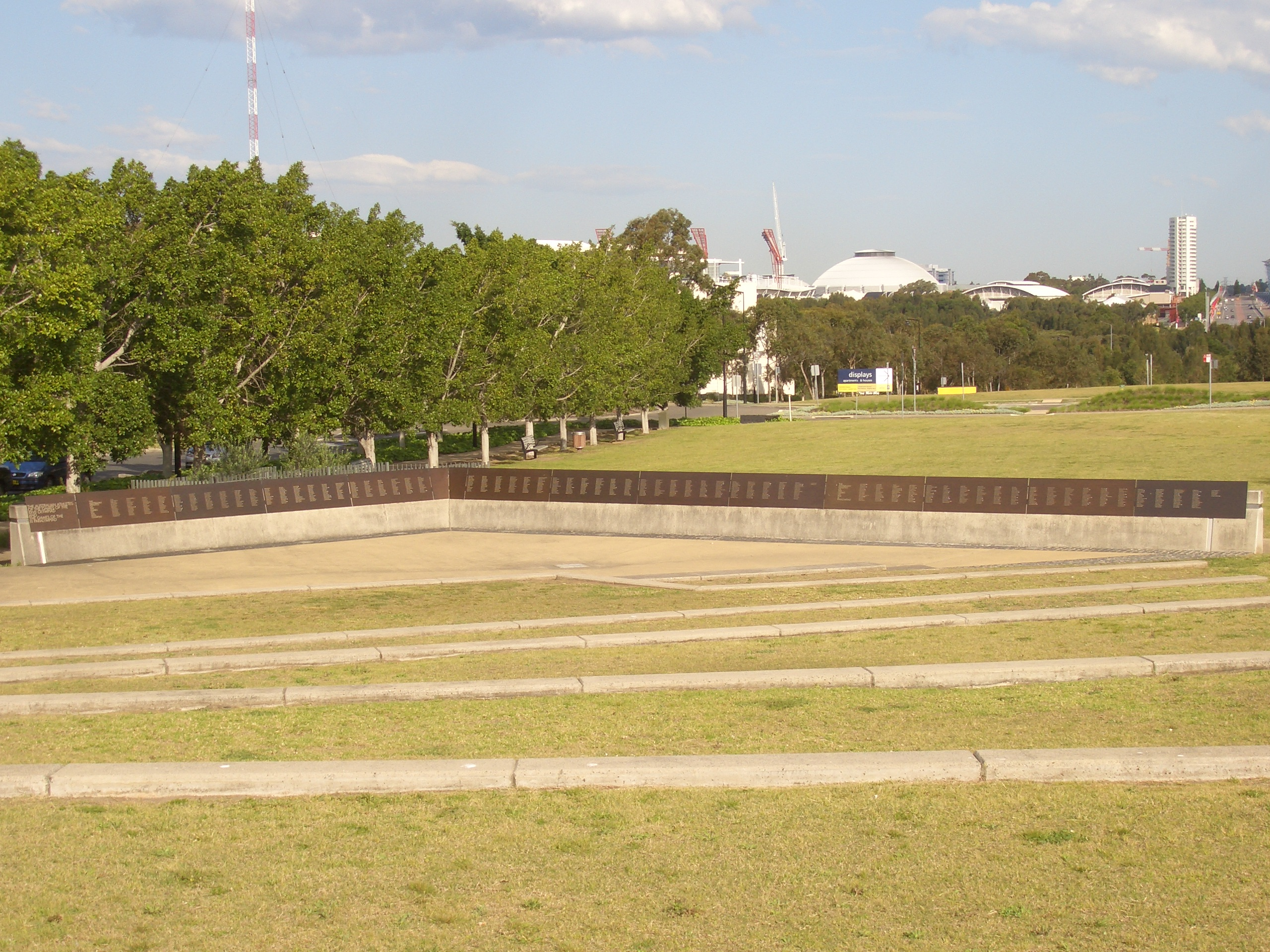
Mémorial du Village olympique
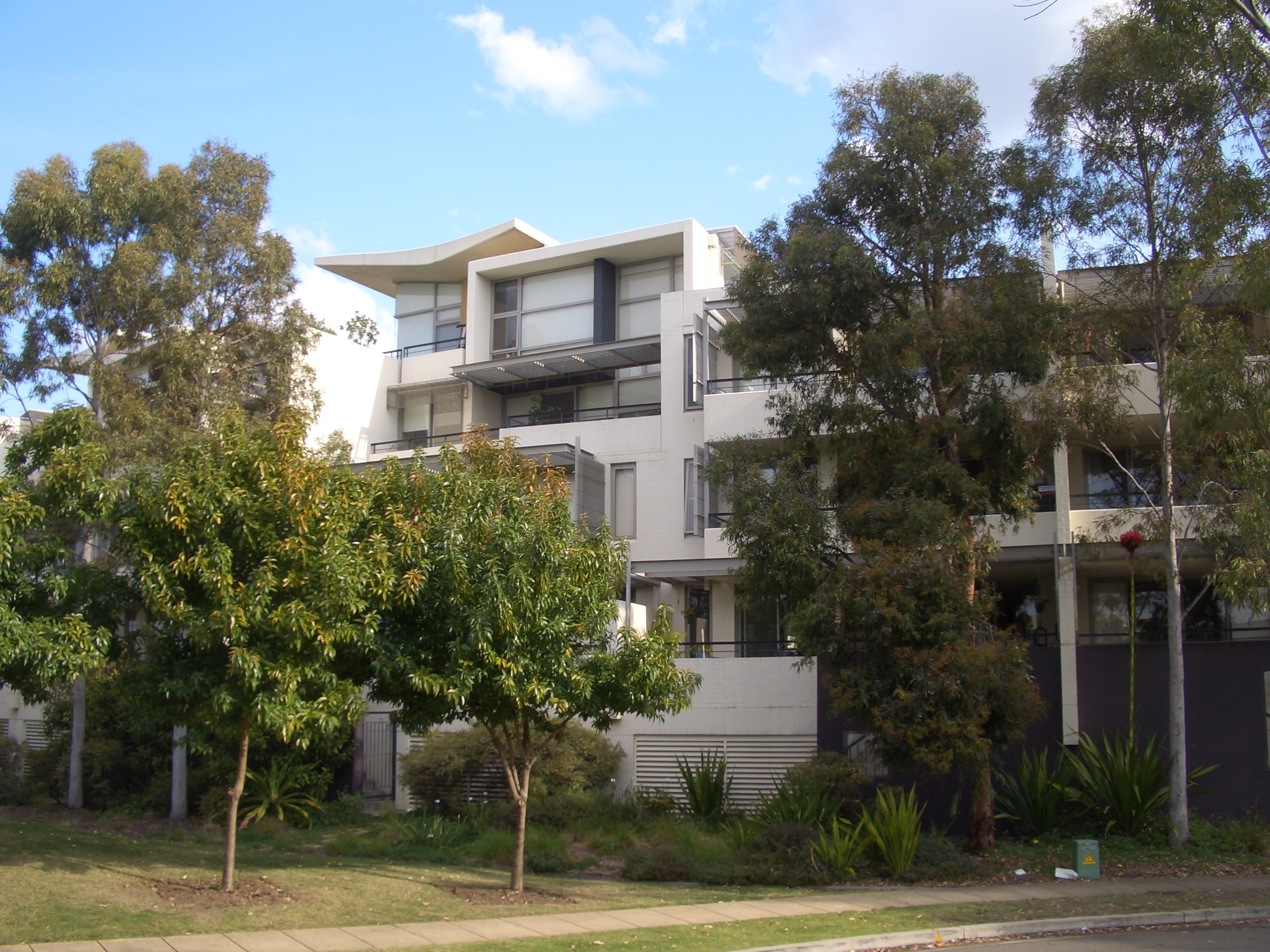
Exemple d'immeubles du Village olympique